# Chlorion boharti
Chlorion boharti là một loài côn trùng cánh màng trong họ Sphecidae, thuộc chi Chlorion. Loài này được Menke miêu tả khoa học đầu tiên năm 1961.